# Epimenides z Krety

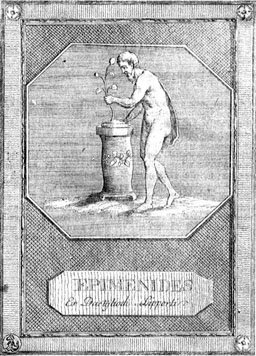
Epimenides z Krety

Epimenides z Krety (gr. Επιμενίδης) – grecki kapłan, wieszcz, poeta i filozof grecki, uchodzący w Atenach za cudotwórcę, żył na przełomie VII i VI wieku p.n.e., ostatni z „siedmiu mędrców”. Pochodzić miał z Fajstos. Około roku 596 p.n.e. został wezwany do Aten nawiedzonych wówczas przez zarazę, celem przebłagania bogów. Ułamki jego pism („Teogonia” i „Kretika”) zachowały się jako cytaty u innych autorów. Według Epimenidesa świat rozwijał się w pięciu etapach, a pramaterią tego było powietrze i noc.
Według legendy Epimenides w dzieciństwie zasnął w jaskini i obudził się po 57 latach obdarzony zdumiewającą mądrością, miał dożyć 157 lub 299 lat.
Epimenidesowi przypisuje się dwie wypowiedzi zacytowane w Biblii, obie prawdopodobnie pochodzą z jednego fragmentu jego poematu "Kretika" (Κρητικά). Jeden z cytatów pochodzi z przemówienia apostoła Pawła wygłoszonego na Areopagu w Atenach: "Albowiem w nim żyjemy i poruszamy się, i jesteśmy, jak to i niektórzy z waszych poetów powiedzieli; Z jego bowiem rodu jesteśmy". (Drugi cytat w tym wersecie pochodzi z dzieła Aratosa).
Inna wypowiedź Epimenidesa znalazła się w liście Pawła do Tytusa 1:12. Apostoł charakteryzując mieszkańców Krety napisał: "Powiedział jeden z nich, ich własny wieszcz: Kreteńczycy zawsze kłamcy, złe bestie, brzuchy leniwe.".
Ponieważ Epimenides sam był Kreteńczykiem, więc wypowiedź "Kreteńczycy zawsze kłamią" znana jest jako Paradoks Epimenidesa.